# Catedrala ortodoxă din Nürnberg

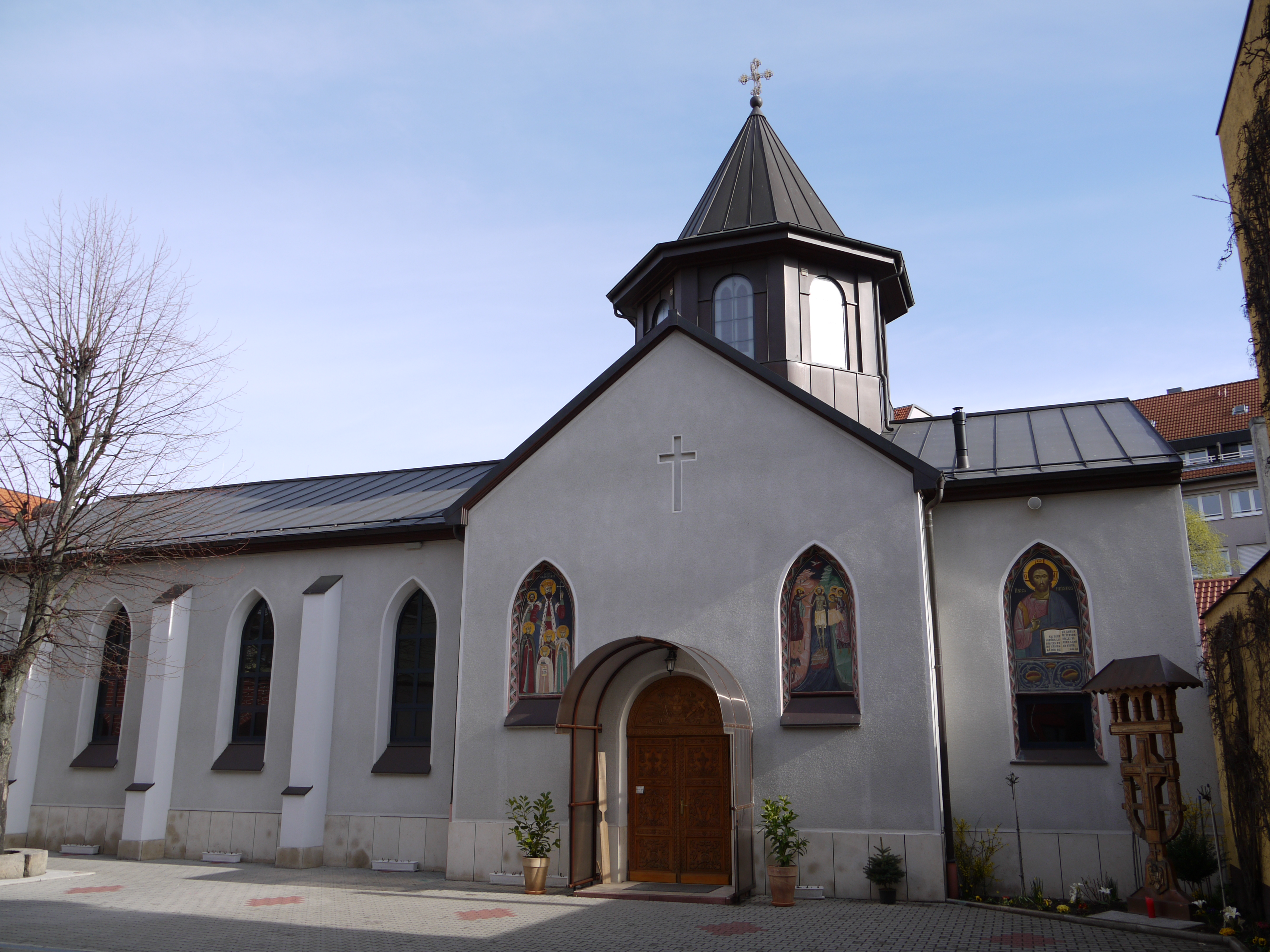
Catedrala pe Fürther Straße în Nürnberg

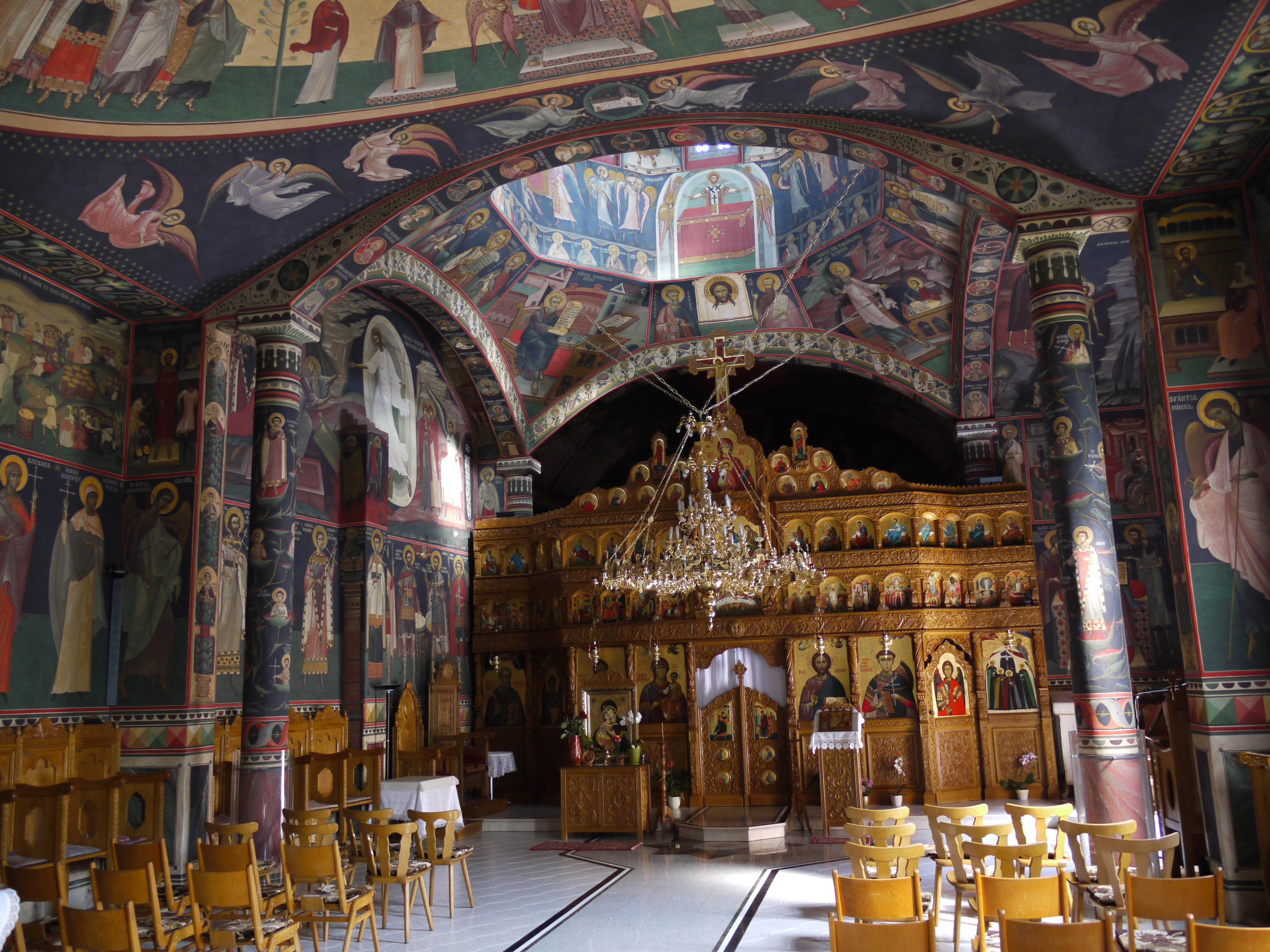
Interior

Biserica Sfântul Dumitru din Nürberg este catedrala Mitropoliei Ortodoxe Române a Germaniei, Europei Centrale și de Nord. Edificiul este situat în Nürnberg, pe Fürther Straße nr. 166-168.
Lăcașul a fost construit în anul 1982 ca biserică evanghelică, cu hramul Botezul Domnului. La 1 august 1999 clădirea a fost înstrăinată de către Biserica Evanghelică Luterană din Bavaria către Mitropolia Ortodoxă Română a Germaniei.
În data de 14 mai 2006 lăcașul a fost consacrat drept catedrală, în cadrul unei slujbe oficiate de patriarhul Teoctist Arăpașu, însoțit de mitropoliții Bartolomeu Anania, Teofan Savu și Serafim Joantă.